# Anchastus digittatus
Anchastus digittatus – gatunek chrząszcza z rodziny sprężykowatych.
Owad osiąga długość 11 mm.
Jest to żółtawobrązowy chrząszcz o żółtym, w miarę długim i gęstym owłosieniu.
Cechuje się on łódkowatym, szeszym niż dłuższym i wypukłym czołem o zaokrąglonym przednim brzegu. Jego ząbkowane czułki składają się z 11 segmentów, u samic nie sięgają tylnych kątów przedtułowia. Żuwaczki są potężnie zbudowane. Górna warga, wąska u podstawy, przyjmuje kształt półkrągły. Wytwarza długie sety, podobnie jak dolna.
Przedtułów, umiarkowanie wypukły, z przodu cienki, posiada jednak długość mniejszą, niż szerokość. Jego przedni brzeg wykazuje karbowanie, boki mają kształt łódkowaty. Pośrodkowy bazalny guzek jest płaski. Przednie skrzydła wypukłe, spłaszczone w dystalnej jednej trzeciej.
Na goleniach widnieją długie ostrogi.
Owad występuje m.in. w USA (Georgia).